# اضطراب
اضطراب، پریشانی، تشویش یا دلشوره (به انگلیسی: Anxiety) عبارت است نوعی هیجان شدید همراه با حالت ناخوشایند و آشفتگی درونی است، که به فرد دست می‌دهد و شامل عدم اطمینان، درماندگی و برانگیختگی فیزیولوژیکی است. وقوع مجدد موقعیت‌هایی که قبلاً استرس‌زا بوده‌اند یا طی آن‌ها به فرد آسیب رسیده است باعث اضطراب در افراد می‌شود. همهٔ انسان‌ها در زندگی خود دچار اضطراب می‌شوند، ولی اضطراب مزمن و شدید غیرعادی و مشکل‌ساز است.
تحقیقات و بررسی‌ها نشان می‌دهند که اضطراب در طبقات کم‌درآمد و افراد میان‌سال و سال‌خورده نسبت به بقیه افراد بیشتر دیده می‌شود.
اضطراب عبارت است از ترس یا شرمی که از تعادل و تناسب خارج شده باشد. اضطراب جنبه پاتولوژیک هیجان شرم و ترس است.

## واژه‌شناسی
واژه اضطراب از عربی به معنی جنبیدن و موج زدن و تحرک آمده است. برابر آن در فارسی پریشانی و ناآرامی است.

## تنیدگی (استرس) یا اضطراب
استرس و اضطراب در لغت جنبیدن، لرزیدن، تپیدن، پریشان‌حال شدن، یکدیگر را با چیزی زدن، به هم واکوفتن، آشفتگی، بی‌تابی، ناآرامی است؛ این‌ها کلماتی هستند که در زندگی روزمرّه، برای توصیف حالات، احساسات و هیجانات استفاده می‌شوند. به‌طور مثال: هنگام سخنرانی در برابر جمع، هنگام امتحان، به خاطر مشکلات مالی، به دلیل تاُخیر سر یک قرار و ….
امّا هنگامی که از این دو کلمه استفاده می‌کنیم، توجّه چندانی به تفاوت موجود میان آن دو نداریم؛ به عنوان مثال: هنگام سخن گفتن از مشکلات روانیِ شایع در کودکان و نوجوانان، باید دقیق بود و تفاوت میان استرس و اضطراب را به خوبی درک کرد. در روان‌شناسی، اضطراب مرحلهٔ پیشرفتهٔ استرس مزمن است و هنگامی به صورت یک مشکل بهداشت روانی در می‌آید که مثلاً برای فرد یا اطرافیانش رنج و ناراحتی به وجود آورد یا مانع رسیدن شخصی به اهدافش شود و همچنین مواقعی که انجام کارهای روزانه و عادّی مختل شوند.
اضطراب هنگامی در فرد بروز می‌کند که شرایط استرس‌زا در زندگی او بیش از حد طولانی شود یا به‌طور مکرّر رخ دهد، همچنین اگر دستگاه عصبی بدن نتواند به مرحلهٔ مقاومت تنیدگی پایان دهد و بدن برای مدّتی طولانی همچنان بسیج باقی بماند، در این صورت بدن فرسوده و در برابر بیماری‌های جسمی و روانی (مانند اضطراب) آسیب‌پذیر می‌شود.
وقتی فرد به تهدید غیرواقعی و ذهنی پاسخ هیجانی می‌دهد. وقتی فرد پیش‌بینی تهدید آینده را دارد.

## علل اضطراب
به‌طور کلی علل اضطراب به چهار عامل زیر برمی‌گردد:
- عوامل زیست‌شناختی و جسمانی:

در افراد مضطرب، میزان بعضی از هورمون‌های موجود در خون غیرعادی است؛ بنابراین هر آنچه که باعث اختلال در سیستم هورمونی شود، برای بدن خطر محسوب می‌شود. بارداری، کم‌کاری یا پرکاری تیروئید، پایین بودن قند خون، وجود غده‌ای در غدد فوق‌کلیوی غده آدرنال که هورمون اپی‌نفرین تولید می‌کند و بی‌نظمی ضربان‌های قلب از این عوامل هستند.
- عوامل محیطی و اجتماعی:

عوامل اجتماعی و ارتباطی بسیاری باعث به‌وجود آمدن اضطراب در افراد می‌شود، مانند مشکلات خانوادگی، احساس جدایی، مشکلات درسی، طردشدگی و… از عوامل محیطی می‌توان تغییرات ناگهانی و غیرمنتظره را، همچون زلزله، بیماری، مرگ یکی از نزدیکان،... نام برد.
- عوامل ژنتیکی و ارثی:

یکی از مهم‌ترین عوامل اضطراب ژنتیک است و احتمال اضطراب در فرزندان افراد مضطرب بسیار بالا است. البته الگو قرار دادن رفتار پدر و مادر و یادگیری و تکرار کارهای آنان نقش مهمی در اضطراب فرزندان دارد (عامل اجتماعی)، ولی تحقیقات و بررسی‌های انجام‌شده بر روی حیوانات و دوقلوهایی که با هم یا جدا از هم زندگی می‌کنند و از والدین مضطرب به دنیا آمده‌اند، نشان می‌دهند که عوامل ژنتیکی نیز بسیار مؤثرند. با این وجود باور نمی‌رود که ژن به خصوصی در این مورد نقش داشته باشد، بلکه ترکیب بعضی از ژن‌ها چنین پیامدی را به دنبال دارد. طبق آخرین تحقیقات به نظر می‌رسد که عوامل ژنتیکی در بعضی انواع اضطراب مانند اختلال هراس و ترس از مکان‌های باز نقش زیادی دارد.
- اضطراب مرضی :

در ابتدا فروید، در ۱۹۲۶ اضطراب را واکنشی به تراکم تنشهای غریزی در نظر گرفت. در این منظر اضطراب گرایش سیستم عصبی به کاهش، یا حداقل ثابت نگاه داشتن کمیت هیجان غرایز متراکم شده است. نظریه اول فروید در خصوص اضطراب بر مبنای مفهوم‌سازی کاهش-تنش در انگیزش استوار است که در آن انگیزه در جهت کاهش یا تخلیه تنش‌های غریزی عمل می‌کند و اضطراب محصول این تنش است.
فروید، بعدها در خصوص ارتباط مستقیم بین اضطراب و تنش متراکم حاصل از غرایز ارضا نشده تردید کرد. وی با انتشار بازداری، نشانه مرضی و اضطراب، مفهوم‌سازی جدید خود را را به میان آورد. بر این اساس، اضطراب علامت خطری به من در خصوص احتمال قریب‌الوقوع یک ضربه تجربه آسیب زا است. ضربه، بر اساس نظر فروید، «جدایی از موضوع عشق یا عشق موضوع است».

## عوامل جانبی مؤثر در ابتلا به اضطراب
- طبق گفته‌های بعضی از متخصصان، تغذیه نادرست نیز در ابتلا به اضطراب نقش دارد. کمبود بعضی از اسید آمینه، منیزیم، اسید فولیک و ویتامین ب۱۲، باعث تسریع در ابتلا به آن می‌شوند.
- استفاده از دخانیات یا مواد مخدر
- برخی از ضایعه‌های مغزی (که باعث ایجاد علایمی شبیه به علایم اختلال وسواس می‌شوند)

## انواع اختلال‌های اضطرابی
به‌طور کلی اختلالات اضطرابی شش نوع هستند که هر کس می‌تواند به یک یا چند نوع از آن دچار شود.

### اختلال اضطراب فراگیر[۶]
این حالت در افرادی دیده می‌شود که به‌طور مداوم نگران وقوع اتفاقی هستند. موضوع این نگرانی‌ها می‌تواند بسیار متنوع باشد: نگرانی از بیمار شدن فرزندان، نگرانی از مرگ یکی از آشنایان، نگرانی از ته‌گرفتن غذا،... این حالت به مرحلهٔ مقاومت استرس شباهت دارد و خطر چندانی ندارد.
از علایم آن می‌توان تپش قلب، بی‌قراری، خستگی، بی‌خوابی، تنگی نفس، اختلال در تمرکز و حافظه را نام برد.

### اختلال هراس[۷]
این افراد دچار حملات اضطرابی ناگهانی می‌شوند که معمولاً چند دقیقه یا گاهی بیشتر به طول می‌انجامد. این حملات بسیار اتفاقی، و طوری رخ می‌دهند که عامل تحریک‌کنندهٔ اصلی مشخص نیست. افراد مبتلا به این نوع اضطراب اغلب جوان هستند.
احساس تنگی و فشردگی در قفسهٔ سینه، تپش شدید قلب، عرق کردن، لرزش، گیجی، احساس از دست‌دادن تعادل،... از علایم آن هستند؛ ولی
این علایم آنقدر گسترده هستند که افراد فکر می‌کنند دچار سکتهٔ قلبی شده‌اند و می‌ترسند که بمیرند.

### ترس‌های ساده یا اختصاصی[۸]
ترس‌های خاص شایع‌ترین نوع ترس مرضی است که طی آن فرد از مواجهه با بعضی موقعیت‌ها، فعالیت‌ها یا اشیاء اجتناب می‌کند، مانند بعضی از حیوانات (عنکبوت، موش، مارمولک،...)، بلندی، دریا، خون، مرگ،... هر چیزی می‌تواند باعث این نوع اضطراب (که خطر خاصی به دنبال ندارد) بشود.
ترس از مکان‌های بسته، ترس از اجتماع و ترس از مکانهای باز (که افراد مبتلا به آن از حضور در فضای باز و پرازدحام و شلوغ و خروج از محیط منزل خودداری می‌کنند. این اختلال معمولاً در نوجوانی شروع می‌شود، ولی سابقهٔ آن می‌تواند به دوران کودکی و تجربهٔ اضطراب جدایی در آن زمان برگردد) از این نوع اضطراب هستند.

### اختلال اضطراب اجتماعی[۱۱]
این نوع ترس در اواخر کودکی یا اوایل نوجوانی شروع می‌شود و ترس و شرمساری از اشتباه کردن، صحبت کردن در جمع، غذا خوردن، سرخ شدن یا لرزش صدا و… در برابر جمع است و با خجالت ساده تفاوت دارد. این حالت اضطراب مانع شناخت افراد جدید می‌شود و فرد را به انزوا و گوشه‌گیری می‌کشاند.

### اختلال وسواس[۱۲]
در این حالت فرد افکار یا اعمالی را برخلاف میل خود تکرار می‌کند. این بیماری می‌تواند به صورت وسواس فکری یا وسواس عملی یا هر دو در فرد ظاهر شود.
در وسواس فکری، فرد قادر نیست فکر، احساس یا عقیده‌ای تکراری و مزاحم را از ذهن خود بیرون کند. افکار وسواسی می‌توانند بسیار ناراحت‌کننده، وحشت‌آور یا وحشیانه باشد.
افکار وسواسی می‌توانند باعث شوند که فرد به سمت عادات وسواسی گرایش پیدا کند، یعنی عمل یا اعمالی را به‌طور مکرر انجام دهد (وسواس عملی). مانند شستن مکرر دست‌ها، بالا کشیدن بینی،... اعمال وسواسی هیچ‌گونه توجیه منطقی ندارند.

### اختلال تنش‌زای پس از رویداد[۱۳]
اختلال تنش‌زای پس از رویداد را به نام سندرم موج انفجار نیز می‌شناسند. این حالت مربوط می‌شود به حادثه‌ای (از قبیل جنگ، تصادفات شدید، سوانح طبیعی،...) که با استرس شدید هیجانی همراه است و شدت آن می‌تواند به هر کسی آسیب برساند. یک‌دوم افرادی که دچار چنین استرس شدیدی می‌شوند علایم مربوط به آن را (مانند خوابهای تکراری، خاطراتی مبهم ولی فراگیرنده، از دست رفتن تعادل و پرخاشگری شدید،...) پس از گذشت حدود سه ماه از دست می‌دهند. هرچه اقدام‌های لازم برای درمان زودتر انجام گیرد، احتمال ابتلا به اختلال استرس پس از سانحه کمتر می‌شود. در صورتی که این حالت بیش از چند ماه طول بکشد، احتمال این که تا آخر عمر با فرد باقی بماند بسیار زیاد می‌شود.

### اضطراب اخلاقی
از نظر آنا فروید فرزند زیگموند فروید: ترس و نگرانی در این باره که اصول و ارزشهای اخلاقی ما پایمال شود و شرم یا احساس گناه به وجود آید. این نوع اضطراب از ابرمن ناشی می‌شود.
از نظر فروید اضطراب اخلاقی معمولاً از ۵ تا ۶ سالگی به عنوان پیامد تعارض بین نیازهای معقول و دستورات وجدان اخلاقی مان پدید می‌آید.
از دیدگاه فروید، اضطراب اخلاقی از سوپر ایگو می‌آید و اضطراب روان‌نژندی از قدرت امیال و احساسات می‌آید.

### فوبیای خاص
ترس‌هایی که فقط در یک موقعیت خاص اعمال می‌شود، مانند ترس از: حیوانات، حشرات، مکان‌ها یا افراد. به عنوان مثال، کلاستروفوبیا ترس از فضاهای بسته یا محدود است.

## اضطراب در کودکان و نوجوانان
تشخیص اضطراب و درمان آن در کودکان و نوجوانان بسیار مهم است، چون شخصیت آنان طی این دوره شکل می‌گیرد.
بسیاری از کودکان زمانی که در شرایط جدیدی قرار می‌گیرند، دچار اضطراب می‌شوند و واکنش‌های متعددی را از خود بروز می‌دهند (لکنت زبان، آویزان شدن به پدر و مادر، خجالتی شدن، جویدن ناخن، ...).
وظیفهٔ والدین در این موقعیت این است که با او با صبر و حوصله برخورد کنند و به او اعتماد به نفس لازم را برای مواجهه با آن شرایط بدهند. تشویق والدین در ارتباط بر قرار کردن فرزندان با محیط خارج از خانه و افراد غیر فامیل بسیار مؤثر است. بسیاری از والدین از این احساس فرزندشان تا روزی که به مشکل برخورند (مثل اولین روز مدرسه) بی‌اطلاع هستند. یکی از شایع‌ترین دلایل دل درد و حالت تهوع که در کودکان دبستانی دیده می‌شود، ترس و اضطراب آن‌ها از مدرسه است. نگرانی پدر و مادر (از ورود تازهٔ کودک به مدرسه، وضعیت درسی او و …) باعث انتقال آن به فرزند می‌شود و اضطراب او را افزایش می‌دهد.
از اختلالات اضطرابی شایع در کودکان می‌توان اضطراب اجتماعی، ترس از مدرسه، اضطراب امتحان و اضطراب جدایی را نام برد.
با بزرگ شدن کودک و پا گذاشتن به دوران نوجوانی ممکن است اختلالات اضطرابی جدیدی در او پدید آید. در این زمینه می‌توان به عوامل زیر اشاره کرد:
- اضطراب ناشی از پذیرفته نشدن از جانب همسالان

نوجوانان در این مرحله از زندگی خویش به شدت به همسالان خود گرایش دارند و به دنبال برقراری ارتباط و دوستی با آنان هستند. والدین باید نیاز طبیعی مورد توجه همسالان قرار گرفتن فرزندشان را درک کنند و برای دوستان او احترام قائل باشند. همچنین حفظ اعتبار و شخصیت نوجوان در مقابل همسالان بسیار مهم است.
ترس از برقرار کردن روابط عاطفی و اجتماعی و سرزنش‌های والدین در انتخاب دوستان به دلیل متفاوت بودن فرهنگ و آداب و رسوم و ارزش‌های خانواده‌ها، باعث اضطراب در نوجوان می‌شود. برای جلوگیری از پنهان‌کاری، پدر و مادر باید در زمان مناسب و با منطق و ملایمت او را متوجه نتایج نامطلوب بعضی از معاشرت‌ها کنند.
- تغییرات جسمی

نگرانی و اضطراب در این مورد می‌تواند ناشی از دیررسی یا زودرسی بلوغ، احساس خجالت، ناآگاهی یا ترس از شرایط جدید و ناتوانی در تطابق دادن رفتار خود با این شرایط باشد. برای جلوگیری از اضطراب، پدر و مادر یا مربیان باید به‌طور مناسب و شایسته، نوجوان را (قبل از پیدایش علایم ثانویهٔ بلوغ) در جریان مسائل مربوط به تغییرات جسمانی و آثار روانی آن بگذارند.
- بروز رفتارهای پرخاشگرانه

مخالفت با افراد مختلف در خانه یا خارج از آن، از خصوصیات بعضی از نوجوانان است که ممکن است با پرخاشگری کلامی یا غیر از آن همراه باشد. عدم توانایی کنترل این رفتار پرخاشگرانه باعث اضطراب در بسیاری از نوجوانان می‌شود. برای جلوگیری از این حالت، تربیت مناسب والدین، مقاوم ساختن فرزند در برابر سختی‌ها از دوران کودکی و ایجاد امنیت روانی می‌تواند مؤثر واقع شود. امر و نهی‌های غیراصولی و محدودیتهای بی‌مورد در کسب استقلال و آزادی، باعث تحریک عصبانیت و خشم‌های کنترل نشده در نوجوانان می‌شود.
والدین باید به نوجوان بیاموزند که به هنگام خشم، منطقی برخورد کند و بدون توهین و تحقیر دیگران عواطف خود را بیان کند. همچنین باید به او بفهمانند که نحوه برخورد دیگران با او تا حدی نتیجه رفتار خود او با دیگران است.
- ترس از مستقل شدن

یکی از عمومی‌ترین نیازهای نوجوانان داشتن استقلال و آزادی است. کسب استقلال در بسیاری از نوجوانان باعث اضطراب می‌شود. از جمله مشکلاتی که طی دستیابی به استقلال در نوجوانان دیده می‌شود، تضاد و دوگانگی است؛ یعنی نوجوانان با این که می‌خواهند و می‌دانند که باید مستقل شوند، از استقلال می‌ترسند. ناآگاهی از وضعیت پس از استقلال، یکی از دلایل اصلی این امر است. برای جلوگیری از ابتلا به اضطراب و دوگانگی، والدین باید به نوجوان اعتماد به نفس و جرأٔت تجربه کردن دهند و برای او امنیت روانی فراهم کنند. دادن مسئولیت و فرصت به نوجوان و اجازهٔ اظهار نظر و تصمیم دربارهٔ امور مربوط به خود، بدون تنبیه و تحقیر او به خاطر اشتباهاتش، باعث می‌شود تا او از خطاهایش عبرت بگیرد، راه‌های مختلف زندگی را بیاموزد و برای مستقل شدن آماده شود.

## راه‌های پیشگیری از اضطراب
برای جلوگیری از اضطراب راه‌های مختلفی وجود دارند. می‌توان موارد زیر را مثال زد:
- رژیم غذایی سالم

استفاده از غذاهای متنوع و حاوی انواع مواد لازم به میزان متعادل در حفظ سلامت بدن نقش اساسی دارد.
- فعالیت بدنی به‌طور منظم

ورزش کردن به خصوص به‌طور منظم یکی از راه‌های پیشگیری و درمان اضطراب است. پیاده‌روی تند و سریع به مدت ۴۰ دقیقه میزان اضطراب را به‌طور متوسط تا ۱۴٪ کاهش می‌دهد. به علاوه، ورزش کردن باعث بالا رفتن کارایی دستگاه تنفسی و گردش خون، حفظ تعادل وزن و شادابی فرد می‌شود. ورزش‌هایی نیز چون یوگا باعث افزایش آرامش می‌شوند و در جلوگیری از اضطراب بسیار مفیدند.
- افزایش اعتماد به نفس

اعتماد به نفس بالا باعث می‌شود تا بدن بتواند از حداکثر از نیروی خود برای مقابله با اضطراب استفاده کند.
- عدم گوشه نشینی و اجتماعی بودن

هنگامی که افراد دچار فشار روانی می‌شوند، به‌طور غریزی از صحنه عمل و اجتماع کنار کشیده و به گوشه‌ای پناه می‌برند، در حالی که گوشه‌گیری باعث تشدید استرس می‌شود. ارتباط با افراد و دوستان، به خصوص کودکان که می‌توانند فرد را به خنده وادارند، باعث از یاد رفتن نگرانی حتی برای مدتی کوتاه می‌شود.
- حمایت اجتماعی

وجود حمایت اجتماعی در زندگی هر فرد باعث می‌شود تا او در مقابل بحران‌های زندگی برای دفاع از خود سپری داشته باشد که به آن تکیه کند. حمایت اجتماعی، احساس امنیت و اعتماد به نفس را افزایش می‌دهد و فرد را در مقابل استرس و فشار روانی مقاوم تر می‌سازد.
- اندیشیدن به زمان حال

اندیشیدن به زمان حال و کنار گذاشتن رؤیاها و آرزوها برای موقعیت‌های مناسب تر آرامش ذهنی را افزایش می‌دهد. همچنین مشغول کردن ذهن به کاری که در حال انجام است و فکر نکردن به زمینه‌های اضطراب‌زای آن بسیار مؤثر است.
- کسب اطلاعات در مورد شرایط تنش زا

بی اطلاعی از موقعیت فشارآور باعث استرس و اضطراب بیشتری در افراد می‌شود. کسب آگاهی و اطلاع از شرایط و مواردی فرد که با آن‌ها مواجه خواهد شد سبب می‌شود که کمتر دچار نگرانی و دلواپسی شود. به‌طور مثال در جریان گذاشتن بیماران از نحوهٔ عمل و دردهای پس از آن باعث می‌شود تا آنان کمتر دچار اضطراب شوند.
- خندیدن

خنده از سالمترین راه‌های جلوگیری از فشار روانی است. به هنگام خنده هورمونی ضد درد (که باعث احساس خوشی و سلامتی در شخص می‌شود) در مغز آزاد می‌شود و میزان هورمونهای استرس زا در خون پایین می‌آید.
- ابراز هیجان بر روی کاغذ

نوشتن سادهٔ هیجانات و احساسات بر روی کاغذ موجب تسکین فشارهای روانی ناشی از رویدادهایی چون از دست دادن شغل، مشکلات خانوادگی و … می‌شود.

## درمان اضطراب

اختلال اضطراب در هر میلیون نفر (سال ۲۰۱۲)

بعضی از موارد اضطراب اصولاً بیماری نیستند و بدون نیاز به پزشک می‌تواند درمان شود. به این موارد، اضطراب طبیعی می‌گویند که طی آن اضطراب به خوبی توسط بیمار کنترل و برطرف می‌شود (مثل اضطراب ناشی از امتحان). اضطراب طبیعی می‌تواند با روشهایی از قبیل حمام گرفتن به مدت طولانی، تنفس عمیق، صحبت کردن با شخصی مورد اعتماد، استراحت در یک اتاق تاریک و … تحت کنترل درآید.
مراجعه به متخصص بسیار ضروری است، با توجه به این یکه فرد دچار هراس بیش از حد یا علایمی جدید و غیرقابل توجیه شود. در آن صورت متخصص درمان دارویی یا درمان غیر دارویی (تکنیک‌های روان درمانی) را به او پیشنهاد می‌کند. از داروهایی که امروزه برای درمان اضطراب مورد استفاده قرار می‌گیرند می‌توان فلوکستین (پروزاک)، داروهایی از خانوادهٔ بنزودیازپینها (برای مدت کوتاه)، سرترالین و … را مثال زد. توجه شود که این داروها بسیار اعتیاد آور نیز هستند و باعث وابستگی دارویی متعدد می‌شوند، از بین درمانهای غیردارویی می‌توان تن‌آرامی (مدیتیشن), حساسیت زدایی، توقف تفکر، سرمشق دهی (بیوفیدبک) و… را مثال زد. در این روش‌ها به بیمار آموزش داده می‌شود که بدن خود را برای مقابلهٔ مؤثر و مستقیم با عوامل تنش‌زا آماده کند. امروزه نقش یک رژیم غذائی سالم (مدیترانه ای) شامل مصرف روزانه حبوبات و روغن زیتون و آجیل (نظیر گردو و بادام) و مصرف ماهی هفته ای دو بار و مصرف پروبیوتیک‌ها در درمان غیر دارویی اضطراب به همراه ورزش روزانه ثابت شده است